# Zach Apple
Zachary "Zach" Apple, född 23 april 1997 i Trenton, Ohio, är en amerikansk simmare.
Apple gjorde sin internationella debut vid Världsmästerskapen i simsport 2017, där han var en del av USA:s lag som tog guld på 4×100 meter frisim. Apple simmade endast i försöksheatet men fick ändå motta en guldmedalj. Vid Pan Pacific Swimming Championships 2018 var han en del av USA:s lag som tog guld på 4×200 meter frisim.
Vid Världsmästerskapen i simsport 2019 tog Apple fyra medaljer. Han var en del av USA:s lag som tog guld på 4×100 meter frisim och 4×100 meter mixed frisim, silver på 4×100 meter medley samt brons på 4×200 meter frisim. Vid olympiska sommarspelen 2020 i Tokyo var Apple en del av USA:s lag som tog guld på 4×100 meter frisim.